# World of Tomorrow
World of Tomorrow ist ein US-amerikanischer Animationsfilm von Don Hertzfeldt aus dem Jahr 2015. Der Film, der Don Hertzfeldts erster digitaler Animationsfilm ist, wurde in einem minimalistischen „Strichmännchen-Stil“ gestaltet. Die Uraufführung war am 22. Januar 2015 auf dem Sundance Film Festival, auf dem er auch den Grand Prize als bester animierter Kurzfilm erhielt. Auf weiteren Filmfestivals weltweit wurde er mit insgesamt 34 Preisen ausgezeichnet. Ein zweiter Teil ist 2017 unter dem Titel World of Tomorrow Episode Two: The Burden of Other People’s Thoughts erschienen. Der dritte Teil namens World of Tomorrow Episode Three: The Absent Destinations of David Prime erschien 2020.

## Handlung
Die 4-jährige Emily – im Film später Emily Prime (deutsch etwa Original-Emily) genannt – wird von ihrem Klon der dritten Generation, ebenfalls mit Namen Emily, in deren 227 Jahre in der Zukunft liegende Gegenwart befördert. Die Klontechnologie durch Heranzüchten des geklonten Körpers und Übertragung der Erinnerungen auf den Klon macht Menschen de facto unsterblich, hat aber den Nachteil, dass die Klone durch Degeneration weitestgehend emotions- und empathielos werden.
Die Klon-Emily versucht die junge Emily Prime mit den vielen Errungenschaften ihrer Zukunft vertraut zu machen – erkennt jedoch nicht, dass diese durch ihre kindliche Naivität nicht in der Lage ist, die komplizierten Gespräche mit ihr, sowie ihre neue Umgebung zu verstehen. Emily selbst führt ein ereignisloses Leben. Jahrelang überwacht sie isoliert Roboter auf verschiedenen Planeten. Dabei verliebt sie sich in ihrer Einsamkeit in Gegenstände, zuerst in einen Stein, später in eine Zapfsäule.
Nach einer jahrelangen „Beziehung“ zu einem außerirdischen vernunftlosen Lebewesen namens Simon erkennt sie, dass nur andere Menschen die Leere in ihrem Leben füllen können. Sie lässt sich zurück auf die Erde versetzen und verliebt sich in David, einen Klon eines Originals von vor 400 Jahren, dessen ersten Klon sie einst als Kind in einem Museum gesehen hat. David selbst zeigt noch weniger menschliche Regungen als Emily. Nach Davids plötzlichem Tod fühlt Emily zum ersten Mal in ihrem Leben Trauer. Emily Prime erkennt dies und stellt fest, dass Emily David vermisst. Emily selbst sagt, dass sie „weder die mentale noch emotionale Kapazität besitzt, den Verlust zu verarbeiten“.
Zuletzt erklärt Emily ihrer „Urgroßmutter“, dass in 60 Tagen ein Meteor die Erde vernichten wird. Mit ihrem Tod konfrontiert will Emily mit einer neuartigen Erfindung eine verlorene Erinnerung aus Emily Prime extrahieren. Diese zeigt Emilys „wahre Mutter“ mit Emily Prime bei einem Spaziergang. Emily gibt Emily Prime den Rat, jeden Moment ihres Lebens zu nutzen – im vollen Wissen, diesen Rat einst selbst aus der Zukunft bekommen zu haben. Anschließend wird Emily Prime zurück in ihre Gegenwart geschickt, in der sie weiterspielt, ohne zu verstehen, was mit ihr passiert ist.

## Auszeichnungen (Auswahl)
Gewonnen
- Annie Award: Bester animierter Kurzfilm[1]
- Sundance Film Festival: Grand Prize für den besten animierten Kurzfilm

Nominierungen
- Oscar: Nominierung in der Kategorie bester animierter Kurzfilm[2]